# 定州贡院
定州贡院是位于河北省定州市的清代科举考场遗址，为中国北方现存最完整的古代科举考场建筑群。始建于清乾隆三年（1738年），现存建筑主要保留道光年间重修后的格局。

## 历史沿革
定州贡院由时任知州王大年创建于清乾隆三年（1738年），作为童试考场使用。道光十四年（1834年），知州王仲槐主持大规模扩建重修，形成现存建筑规模。2019年修缮期间发现的道光十八年（1838年）石碑详细记载了贡院的修建沿革。
1982年7月23日，定州贡院由河北省人民政府公布为河北省第二批文物保护单位，编号2-135。
2001年6月25日，定州贡院由中华人民共和国国务院公布为第五批全国重点文物保护单位，编号5-0213-3-019。

## 建筑
定州贡院坐北朝南总占地面积22,150平方米，建筑面积1,547平方米。建筑群以魁阁号舍为核心，影壁为起点，揽胜楼为终点。
主体建筑魁阁号舍是考生应试场所，面阔七间，进深九间，可容纳百余名考生。其南侧的魁阁采用短边作为入口立面，在中国传统建筑中较为少见。立面优美，斜度得宜，为半四角攒尖顶结构，内供魁星塑像。影壁位于建筑群最南端，长22.5米，高6.1米，兼具遮饰与放榜功能。北部的揽胜楼为二层楼阁建筑，系考官办公居住之所。院内有相传为乾隆帝手植的古槐。

## 交通
位于河北省定州市北城区草场胡同22号。可乘定州公交1路、5路抵达。

## 延伸阅读
- 贡院